# 真山りか
真山 りか（まやま りか、1996年12月16日 - ）は、日本のアイドル、歌手、タレント、女優であり、私立恵比寿中学のメンバー。
東京都出身。スターダストプロモーション所属。

## 略歴
- 2009年8月4日、私立恵比寿中学を結成し、初期メンバーとなる[2]。 出席番号は5番（現在は3番）[3]。
- 2012年、カサリンチュの曲「ラブライバル」に参加[4][5]。
- 2013年7月、校長と「りか実験室??」というUstream番組を不定期放送するも2回で自然消滅。
- 2014年5月、アニメ『龍ヶ嬢七々々の埋蔵金』第6話「いざ、温泉街へ」にて、如月静香役で声優として出演[6]。
- 2014年11月、アニメ『アカメが斬る!』第20話「修羅を斬る」にて、侍女役で声優として出演。
- 2014年11月、『Liar Mask』発売イベント。25日はアニメイト池袋でお渡し会。26日はお台場MEGA WEB、27日はららぽーと柏の葉、28日はあべのキューズモールで「真山が斬る！会」を開催、のべ1000人以上のファンを斬り倒す。
- 2014年11月 - 、『リスアニ!Web』にて「真山りかの恵比寿でチュ!」を不定期更新。
- 2015年7月、MBS・TBSにおいて『となりの関くんとるみちゃんの事象』にて、後藤桜子役として出演。
- 2015年8月、RejetのシチュエーションCD「ミッドナイトキョンシー」の主題歌として『イーアル サディスティック』を歌う。
- 2016年1月、れるりり作「厨病激発ボーイ」の小説版（藤並みなと作）のサウンドドラマにて、美咲役で声優として出演。
- 2016年9月、千葉県袖ケ浦にて『第5回GSRカップサイクルレース』にゲスト出演。弱虫ペダルの劇中劇「ラブ☆ヒメ」の姫野湖鳥のコスプレで参加。
- 2018年1月、東京スカイツリーにて開催された『マクロス BLUE MOON SHOW CASE IN TOKYOSKYTREE (R)』の初日のトークイベントのゲストとして出演。
- 2019年11月、ファースト写真集「麗花」（リーファ）を発売。
- 2020年10月、ニコニコチャンネル「真山りかのアニメ300％」を開設[7]。
- 2021年11月、Twitter個人アカウント[8]を開設。
- 2022年8月5日、声帯ポリープの切除手術を行うことを報告[9]。同月20日から9月2日までの公演を欠席[9]。
- 2023年6月、一般社団法人アニメツーリズム協会公認の「アニメ聖地88大使」に就任[10]。
- 2024年夏、オムニバスコント「天使のように微笑んで財布なくしてガム踏んで」に出演。
- 2024年12月、私立恵比寿中学のクリスマスライブにおいて演出を担当した。
- 2025年4月、朗読劇「美術室に置き去りにされた天使－再演－」に出演し、ひまわり 役を務める。
- 2025年6月25日、私立恵比寿中学の初期メンバーである矢野妃菜喜のシングル『鏡YO鏡 feat.真山りか（私立恵比寿中学）』にフィーチャリング参加。
- 2025年7月、オムニバスコント「TOKYO NIGHT CRAB」の主演を務める。

## 人物
- 性格は基本はローテンションで人見知り。仕事に関して貪欲で日々精進している。
- 中学1年時の中間テストでは国語が75点、他の4教科では80点以上を得点し順位は8位をとっている[11]。
- 3つ年上の兄がいる2人兄妹。
- 幼稚園の頃にモーニング娘。を見てアイドルを夢見る。その後、小学生の時に『ごくせん』の仲間由紀恵の演技を観て女優（芸能人）になると決意。小5の頃からであちこちオーディションを受けて落選するも小6の時にスターダストの「春の川崎オーディション」にて合格して事務所入りする[1]
- キャッチフレーズは「エビ中のハイテンションガール」[2]。
- 自己紹介は「上から〜読んでも〜（まやまー!）下から〜読んでも〜（まやまー!）エビ中のハイテンションガール↑、出席番号3番、真山りかです。今日も一緒に、がんばり〜（まやまー!）」[3]。
- 152cmの仲村悠菜が加入するまで154cmで最小のメンバーであった
- 趣味はアニメ鑑賞、ゲーム、音楽鑑賞、読書、ラーメン食べ歩き、お絵描き、サウナ[1]。
- 一時期、事務所から自粛勧告を受けるほど筋肉トレーニングを盛んにやっていた。現在は控える傾向にあるが、そのトレーニングの甲斐もありTBS系列『KUNOICHI』や、GSRサイクルレースといった運動系の仕事も入るようになった。
- 特技のひとつに田村ゆかりのイントロドンとあるが、披露された事はない[1]。
- 身体の柔軟性が高く、高くジャンプした時に左右に完全に開脚する状態にできる。通称ギロッポンジャンプ（金八DANCE MUSIC）が出来るので、曲の振りで披露したりしている。
- 小学生の頃にサッカーをやっており[12]、特技として公表している。ポジションは右サイドバックだった。
- 憧れのアイドルはももいろクローバーZ。好きなメンバーは高城れに。
- ラジオ番組『私立恵比寿中学 放送部』（文化放送）では放送部長として毎週メインパーソナリティを務めている。
- ミュ〜コミ+プラスのマンスリーアシスタント経験のある3人で『せりざわーず』（芹澤優が命名）を結成している[13]。真山はセンター担当。
- 2014年に新メンバーの小林歌穂・中山莉子（かほりこ）が初ステージで教育係の安本彩花と3人で泣き出してしまったのを「こうやって涙を流してみんな強くなっていくんだよ」と激励したり[14]、2022年に初ステージを控え重圧で押しつぶされそうになっていた新メンバーの桜井えまに「えまはえまなりでいいんだよ」と温かい言葉をかけ助けている[15]。

## 作品

### シングル
| 枚  | 発売日         | タイトル  | 規格品番    | 規格品番  | 規格品番    | 最高位 |
| 枚  | 発売日         | タイトル  | 初回限定盤  | 通常盤    | 期間限定盤  | 最高位 |
| --- | -------------- | --------- | ----------- | --------- | ----------- | ------ |
| 1st | 2014年11月26日 | Liar Mask | DFCL-2095/6 | DFCL-2097 | DFCL-2098/9 | 17位   |

### タイアップ
| 楽曲                         | タイアップ                                                  | 時期   |
| ---------------------------- | ----------------------------------------------------------- | ------ |
| Liar Mask                    | テレビアニメ『アカメが斬る!』オープニングテーマ             | 2014年 |
| イー・アル・サディスティック | シチュエーションCD『ミッドナイトキョンシー』主題歌          | 2015年 |
| Shen-Shen Passion Night      | シチュエーションCD『ミッドナイトキョンシー 天頂遊戯』主題歌 | 2016年 |

「イー・アル・サディスティック」と「Shen-Shen Passion Night」の2曲は未だに商品化されていない。

### 参加作品
| リリース日    | アーティスト・タイトル                                                          | 曲名                                       |
| ------------- | ------------------------------------------------------------------------------- | ------------------------------------------ |
| 2012年9月5日  | カサリンチュ『カサリズム』                                                      | 「ラブライバル」                           |
| 2016年6月29日 | TVアニメ「コンクリート・レボルティオ〜超人幻想〜 THE LAST SONG」COMPOSITE ALBUM | 「ハチのムサシは死んだのさ」               |
| 2017年2月22日 | 春奈るな Mini Album S×W EP                                                      | 「PURPLE LOVE」                            |
| 2025年6月25日 | 矢野妃菜喜『鏡YO鏡 feat.真山りか（私立恵比寿中学）』                            | 「鏡YO鏡 feat.真山りか（私立恵比寿中学）」 |

エビ中の楽曲では「春の嵐」「愛のレンタル」が真山をフィーチャーした曲である。
「エビ中のユニットアルバム サンプラザ盤」（2013年3月31日発売）に「ジャズ喫茶りか feat. ダンディ井上」名義（真山りか、ダンディ井上）の楽曲「老醜ブレイカー」（作詞・作曲：塩野海）が収録されている。

## ライブ

### 単独ライブ
- 真山りか生誕祭ソロライブ「20才だよ?!♥真山ちゃん祭」（2016年12月16日 品川ステラボール）[18]
- 真山りか生誕ソロライブ「まやまにあ」（2017年12月13日 赤坂BLITZ）[19]
- 真山りか生誕ソロライブ「まやまにあ -level2-」（2018年12月17日 赤坂BLITZ）[20]
- 真山りか生誕ソロライブ「まやまにあ -Level.4-」（2019年11月26日 赤坂BLITZ）[21]
- 真山りか生誕ソロライブ「まやまにあ-Level.5-」（2021年4月15日 Zepp Tokyo）[22][23][24][25]
- 真山りか生誕ソロライブ「まやまにあ-Level.6-」（2022年1月18日 Zepp DiverCity）[26][27][28]
  - バンドメンバーは、Piano/BandMaster：橋本しん（Sin）、Bass：真船勝博、Guitar：田口慎二、Percussion：中北裕子[29]
- 真山りか生誕ソロライブ「まやまにあ-Level.7-」（2023年1月16日 KT Zepp Yokohama）[30]
  - バンドメンバーは、Keyboard：橋本しん（Sin）、Bass：真船勝博、Guitar：伊平友樹、Drums：高浦“suzzy”充孝
- 真山りか生誕ソロライブ「まやまにあ-Level.8-」（2023年12月12日 KT Zepp Yokohama）[31]
  - バンドメンバーは、Keyboard：橋本しん（Sin）、Bass：真船勝博、Guitar：田口慎二、Drums：高浦“suzzy”充孝
- 真山りか生誕ソロライブ「まやまにあ-Level.9-」（2024年12月16日 Zepp Shinjuku）[32]
  - 新生まやまちゃんバンドのメンバーは、Keyboard：橋本しん（Sin）、Bass：宮本將行、Guitar：伊平友樹、Drums：高浦“suzzy”充孝

### その他ライブ
- 「Liar Mask」発売記念フリーイベント～マヤマが斬る！～（2014年11月26日 - 11月28日 MEGAWEB・ららぽーと柏の葉・あべのキューズモール）
- 俺のNEXT GIRLS（2015年1月10日 日本青年館）[33]
- アカメが斬る！スペシャルイベント「殺し屋たちの謝肉祭(カーニバル)」（2015年1月11日 山野ホール）[34]
- 矢野妃菜喜 LIVE 2025 〜Girls in the Mirror World〜（2025年8月23日 渋谷クラブクアトロ）

### ライブ演出
- 私立恵比寿中学「“自習” vol.2」1時間目（2014年2月23日 品川ステラボール）[35]
- 私立恵比寿中学 クリスマス学芸会2024 Twinkle Twinkle ebiiiiiiiiii Star（2024年12月14日 J:COMホール八王子）[36]

## 出演

### テレビ
- お仕事タウン（2009年4月5日、BS11）[1]
- 太田光の私が総理大臣になったら…秘書田中。（2009年8月14日、日本テレビ）[1]
- ジェネレーション天国（フジテレビ）
第16回「週刊少年ジャンプ衝撃を受けたシーンベスト10」2時間スペシャル（2013年8月5日）
第23回「マーガレット&別冊マーガレット胸キュンのベストシーンベスト10」（2013年10月28日）
- リスアニ!TV（2014年11月29日、TOKYO MX / MUSIC ON! TV） - 「Liar Mask」MV&コメント出演
- 最強のエンターテイナーGAME LIVE「今」1番楽しいやつは誰だ（2016年6月26日、テレビ東京） - アイドルチームで参加
- アニカル部！（2017年6月4日、アニマックス）
- KUNOICHI（2017年7月2日、TBS） - エントリーナンバー17で出演。REDステージのシェイキングブリッジで脱落
- メ〜テレライブ BOMBER-E（2018年9月18日、メ〜テレ）
- BORUTO-ボルト- NARUTO NEXT GENERATIONS（2018年9月20日、テレビ東京）- 対談（トーク）ゲストとして出演。相手は井上裕介（NON STYLE）。
- TVアニメ「IDOLY PRIDE」放送直前特番（2020年12月27日、2021年1月9日、アニマックス）
- 水曜日のダウンタウン（2021年8月18日、TBS）
- 別冊ももクロChan（2021年10月1日、CSテレ朝チャンネル） - 新撮オープニングトークに参加
- 勇者の歌声〜魂と絆のオーディション〜（2021年10月5日 - 12月8日、テレビ東京）
- 関内デビル（2021年11月5日、テレビ神奈川）[37]
- 趣味どきっ！（2021年11月8日、2023年9月25日、NHK Eテレ）
- The Gift（2022年3月21日、日本テレビ）
- 人生、悲喜こもごも-あの人のお店-（2022年3月29日、スポーツライブ+2）
- 王様のブランチ（2022年4月30日、2023年4月15日、TBS）
- 人生、前途有望 ～あの学校の寮メシ～（2022年8月6日、スポーツライブ+）
- アルコ&ピースのほんの気持ちですが!（2022年9月17日、9月24日、テレビ神奈川）
- よるのブランチ（2023年2月15日、TBS）
- NHK短歌（2023年9月3日、NHK Eテレ）
- NEXT JAPAN〜熱き求道者〜（2025年2月8日、MBS）

### ドラマ
- ヴァンパイア・ヘヴン 第1話・第5話（2013年4月12日、5月10日、テレビ東京）
- となりの関くんとるみちゃんの事象 第6話・第8話（2015年7月、TBS / MBS） - 後藤桜子 役
- 下北沢ダイハード 第10話（2017年9月22日、テレビ東京） - ジャニス（夏帆）の歌声 役
- スカパー! 朝のTwitterドラマ 第28作『思い出の場所』（2019年8月26日 - 30日、Twitter）
- 超特急、地球を救え。 第1話（2022年9月7日、テレビ東京） - 本人 役

### CM
- 日本新聞販売協会近畿地区本部６５周年（2018年7月10日 - 14日）[38]

### ラジオ／ポッドキャスト
- ミュ〜コミ+プラス（ニッポン放送、水曜24：00-24：53）
（2016年11月・2017年6月・2017年11月・2018年6月） - 水曜アシスタントとして出演
（2016年3月15日・2018年8月1日[39]） - メインパーソナリティーの吉田尚記不在のため（2018年は吉田もいたが、敢えて退室して野放し放送を実施）芹澤優（i☆Ris）と荻野可鈴（夢みるアドレセンス) の3人で番組を放送
（2017年11月8日） - 廣田あいかと出演
（2019年8月21日）[40]
- レコメン!（2016年11月22日、文化放送） - 安本彩花と出演
- 特別番組『ももクロ高城れに・エビ中真山りか年忘れももエビ合戦』（2017年12月28日、文化放送）
- 成人の日特番「オトナが語る！失敗のススメ」（2018年1月8日、NHKラジオ第1）
- Negicco RADIO LIVE～あの人が好きなネギ～ in Yokohama Bay Hall（2018年1月29日、ラジオ日本）- 安本彩花とゲスト出演
- SOUND SPLASH（2018年5月11日、FM新潟）- 柏木ひなたと出演
- Backstage Café「LIKE SONG」（2021年5月6日、 BSCラジオ） - 火寺バジル（魔法少女になり隊）の番組に出演[41]
- MUSIClock（2021年7月8日 - 、InterFM897）
- プレイステーション presents ライムスター宇多丸とマイゲーム・マイライフ（2021年10月14日・10月21日、TBSラジオ）[42]
- 東京03の好きにさせるかッ!（2022年5月19日、NHKラジオ第1） - コント「歌うアイスクリーム屋さん」に中山莉子とゲスト出演
- 幼馴染なふたり（2023年11月12日 - 、 Artistspoken）[43] - 廣田あいかと5年10か月ぶりに共演

### アニメ
- 龍ヶ嬢七々々の埋蔵金（2014年5月 -  6月、フジテレビ） - 如月静香 役
- アカメが斬る!（2014年11月16日、TOKYO MX 他） - 侍女 役[44]。

### 劇場アニメ
- 死が美しいなんて誰が言った（2023年12月22日、トリプルアップ） - ユウナ 役[45]

### 舞台
- 朗読劇「キミに贈る朗読会～ほむら先生はたぶんモテない～」（2023年3月5日、横浜ランドマークホール）
- オムニバスコント「天使のように微笑んで財布なくしてガム踏んで」（2024年8月28日 - 9月1日、銀座博品館劇場）[46]
- 朗読劇「美術室に置き去りにされた天使－再演－」（2025年4月2日 - 4日・6日、シアターサンモール） - ひまわり 役[47]
- オムニバスコント「TOKYO NIGHT CRAB」（2025年7月17日 - 21日、銀座博品館劇場）- 主演
- Reading Musical「BEASTARS」episode1（2025年9月28日 - 10月2日〈予定〉、シアター1010 / 10月11日 - 13日〈予定〉、COOL JAPAN PARK OSAKA TTホール） - ハル 役（歌い手・読み手）（梅田彩佳とダブルキャスト）[48]

### ネット配信／動画

#### レギュラー等
- 私立恵比寿中学 2nd full Album『金八』発売記念 ニコニコ3DAYS特集～最終夜～（2015年1月30日、ニコニコ生放送）
- ニコニコチャンネル「真山りかのアニメ300%」（2020年10月 - ）[7]
  - 主なゲスト：秦佐和子（2021年2月28日）、大橋彩香・高野麻里佳（2021年3月23日）、Nao☆（2021年6月22日）、矢野妃菜喜（2021年9月9日）、根岸可蓮（2021年10月25日）、芹澤優・荻野可鈴（2021年11月28日）、秋本帆華（2022年2月15日）、ユメノユア（2022年3月17日）、恋汐りんご（2022年5月31日）、菅田愛貴（2022年6月14日）、瑞季（2022年7月14日）。
  - 2023年6月6日配信内にて一般社団法人アニメツーリズム協会理事でアニメプロデューサーの伊藤敦から「アニメ聖地88大使」に任命された。
- 公開生配信番組 小さな国ちゃんねる Special配信『WAKU WAKU WORLD』[49]（2021年9月23日 - 11月29日、small worlds TOKYO、配信：ミクチャ 小さな国ちゃんねる[50]） - 星名美怜とMCを務める
- 真山りか生誕ソロライブ「まやまにあ-Level.8-」生実況（2024年1月15日、ニコニコ生放送）
- 私立恵比寿中学 真山りか生出演 生誕ソロライブ「まやまにあ-Level.9-」ライブ実況（2025年3月1日、ニコニコ生放送）

#### ゲスト
- 豪華男性声優出演★Rejet27時間TV 夏祭り2015「ワッショイ!!!」（2015年8月8日、ニコニコ生放送）
- TVアニメ『となりの関くん』一挙放送＆TVドラマ版キャスト出演特番（2015年8月29日、ニコニコ生放送）
- 猫舌SHOWROOM『豪の部屋』オーナー：吉田豪（2018年7月31日、2020年4月21日、2022年5月3日、SHOWROOM）
  - 22年5月は吉田豪が不在で、古正寺恵巳と2人での配信
- Buzz by BuzzFeed「大切なことはすべて漫画が教えてくれた」（2018年10月25日、Yahoo!）
- 第4節 川崎フロンターレ vs. 柏レイソル（2020年7月11日、スポーツナビ）[51]
- 吉田尚記XYZ in 東京ゲームショウ2020 DAY2（2020年9月25日、ニコニコ生放送・YouTube・Periscope）
- 大橋彩香の へごまわし！（2021年5月13日、ニコニコ生放送）[52]
- 幹事・伊藤美来によるオンライン打ち上げパーティー 〜「伊藤美来 Live Tour 2021 Rhythmic BEAM YOU」生視聴会〜（2021年6月5日、アニマックス プレミアムVOD・YouTube）[53]
- まつきりな / Matsuki Rina「でえれえかわええが。vol.2」（2021年7月6日、YouTube）[54]
- 川上アキラの人のふんどしでひとりふんどし（2021年9月6日、テレ朝動画）
- Xperia presents 吉田尚記XYZ in 東京ゲームショウ2021 Day4（2021年10月3日、ニコニコ生放送・YouTube・Twitter）[55]
- 柚姫の部屋（2021年10月4日、YouTube）
- RING³（2021年12月16日、YouTube）
- 勝手に！少女漫画アワード（2021年12月25日、YouTube）
- コミックエッセイ劇場『ほむら先生はたぶんモテない』#38（2022年6月23日、YouTube）- ゲスト声優として出演
- TAKUYA【風都探偵OP&W-G-X】「エビ中！新曲！【青春ゾンビィィズ】配信記念！真山りかとSPトーク！」（2022年5月8日、YouTube）
- Xperia presents 吉田尚記XYZ in 東京ゲームショウ2022 Day1（2022年9月15日、ニコニコ生放送・YouTube・Twitter）
- うずらインフォTV（2022年12月31日、DMM TV）
- 飯窪春菜のマンガ一日一冊！（2023年4月30日、ニコニコチャンネル+）
- スタダGamersClub（2023年9月28日、11月23日、2024年3月16日、YouTube）
- 涼花萌のもえぴよWonderland（2023年10月20日、ニコニコ生放送）
- 中村ゆりか×真山りか×中島良 映画『死が美しいなんて誰が言った』エンタメティーチイン（2023年12月22日、12月23日、YouTube）
- 「訪れてみたい日本のアニメ聖地88」 2024年版発表会（2024年2月9日、ニコニコ生放送）
- 真山りか×会沢紗弥でエンタメティーチイン（2024年7月17日、7月24日、YouTube）
- 「訪れてみたい日本のアニメ聖地88」 2025年版発表会（2025年2月13日、YouTube）
- 佐倉薫の絶対Knee！勝ち取ります（2025年5月8日、ニコニコ生放送）
- 矢野妃菜喜のGAME the HINALAND（2025年6月28日、ニコニコ生放送）

### イベント
- アイドル歌会@サラダ記念日（2021年7月6日、ミクサライブ東京Hall Mixa）[56]
- アイドル歌会@2022新年会（2022年1月21日、ミクサライブ東京Theater Mixa）[57]
- アイドル歌会＠公式歌集刊行記念スペシャル（2022年10月11日、ミクサライブ東京Theater Mixa）[58]
- アイドル歌会＠2023春のうた日和（2023年5月24日、ミクサライブ東京Theater Mixa）[59]
- アイドル歌会＠2024大忘年会（2024年12月26日、ミクサライブ東京Theater Mixa）
- ハイドアウト404 Vol.3（2025年1月12日、ミクサライブ東京Theater Mixa）[60]

## 書籍

### 雑誌
- Audition（2010年1月号、白夜書房）[1]
- ケトル Vol.16（2013年12月14日、太田出版）[1]
- De☆View（2014年12月号、オリコン・エンタテインメント）[1]
- このマンガがすごい!2014 （2014年12月23日、宝島社）[1]
- Graduation 高校卒業2015（2015年3月10日、東京ニュース通信社）[1][61]
- サッカーゲームキング（Vol.042　2015年8月号、朝日新聞出版）[1]
- UPDATE Girls Vol.1（2015年7月31日、スペースシャワーネットワーク）[1]
- IDOL AND READ 007（2016年7月6日、シンコーミュージック） - 表紙
- otoCoto（2017年7月14日・8月8日・8月17日、spoo!inc.）[注 1]
- BRODY（2020年10月号[注 2]、白夜書房）
- UTB（2021年2月号[注 3]、ワニブックス）
- BUBKA（2021年6月号、2022年4月号、2024年3月号[注 4]、2025年7月号、白夜書房）
- SAUNA BROS vol.4[注 2]（2022年7月7日、東京ニュース通信社）
- NHK 短歌（2023年1月号、NHK出版）
- W magazine（2023年3月号/vol.49、マイナビ）
- 月刊にいがた（2023年5月号[注 5]、ジョイフルタウン）
- りぼん（2025年7月号[注 6]、集英社）

### 写真集
- 麗花（リーファ、2019年11月25日、東京ニュース通信社、撮影：藤本和典）[62][63][64]

### その他
- アイドル歌会 公式歌集1（2022年9月12日、講談社）